# Partido Socialista Português
Der Partido Socialista Português war eine portugiesische sozialistische Partei.

## Geschichte
Die Partei gründete sich am 10. Januar 1875, in Folge des Haager Kongresses (1872). Zu den Mitbegründern gehörte, neben Namen wie Azedo Gneco und José Fontana, auch der Dichter Antero de Quental.
Nach ihrem II. Kongress (1878) nannte sich die Partei zeitweilig in Partido Operário Socialista Português um. Von zwischenzeitlich 23 angeschlossenen Arbeitervereinen mit 48 Delegierten verlor die Partei nun zahlreiche Mitglieder und Mitgliedsverbände an den erstarkenden Anarchosyndikalismus im Land. 1880 zählte sie noch neun Mitgliedsvereine.

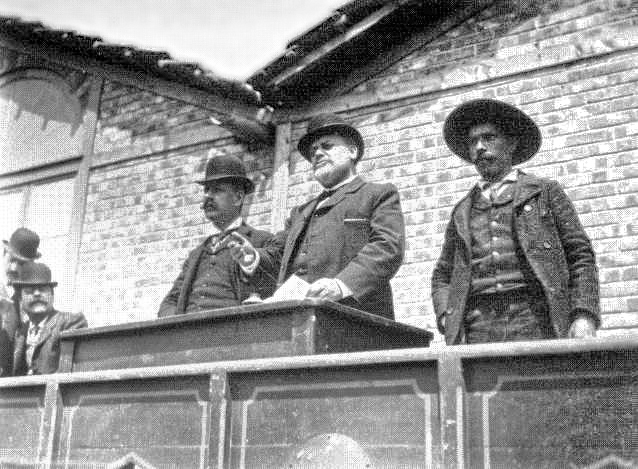
Azedo Gneco (Mitte), 1907

Der Kongress 1885 verabschiedete ein neues Parteiprogramm, mit dem sich die Partei vom revolutionären Kampf und vom Klassenkampf lossagte, mitinspiriert vom Föderalismus Proudhons. Die anarchistischen Strömungen nahmen weiter zu, und mit ihnen die Konflikte innerhalb der portugiesischen Arbeiterschaft, insbesondere nach dem Arbeiterkongress 1889 in Paris.
1897 gab es weitere Meinungsverschiedenheiten innerhalb der Parteiführung um Azedo Gneco. Eine Gruppe um Ernesto Silva und Teodoro Ribeiro befürwortete ein Bündnis mit dem Partido Republicano, während sich eine Mehrheit dagegen aussprach.
Die Partei erlebte 1919 erneut einen Riss, als ein Teil der Partei den autoritären Regierungschef Sidónio Pais unterstützte, während die Gruppe um Minister Augusto Dias da Silva gegen Pais agierte.
Den Parteikongressen 1919 (Figueira da Foz) und 1922 (Tomar) folgte im Juni 1924 der XI. Kongress, in Porto. Dies war der letzte legale Parteikongress.
Nach dem von General Gomes da Costa angeführten Staatsstreich vom 28. Mai 1926 rutschte die Partei dann in die Illegalität, wo sie mit zahlreichen anderen verbotenen Parteien die entstandene Militärdiktatur bekämpfte. 1931 gehörte die Partei zu den Mitbegründern der Aliança Republicana Socialista, einer Allianz, die außerdem durch Partido Republicano Português, União Liberal Republicana (ULR), Esquerda Democrática, Partido Radical und Partido Republicano Nacionalista formiert wurde.
Vom 11. bis 13. März 1933 fand in Coimbra die letzte Konferenz der Partei statt. Mit der Verabschiedung der neuen Verfassung am 11. April 1933 schaffte die semifaschistische Diktatur des Estado Novo dann alle Parteien ab und errichtete ihr Einparteiensystem der União Nacional. In der Folge lösten sich alle Strukturen des Partido Socialista Português auf.
Die am 19. April 1973 im deutschen Bad Münstereifel gegründete, mehrmalige Regierungspartei Partido Socialista beruft sich auf den historischen Partido Socialista Português.